# El jardín de las mujeres
El jardín de las mujeres (女の園 Onna no sono?) es una película dramática japonesa de 1954 escrita y dirigida por Keisuke Kinoshita. Está basada en la novela Jinkō Teien (人工庭園?  lit. Jardín artificial) de Tomoji Abe.

## Sinopsis
Después de la secuencia de apertura, que documenta el levantamiento de las estudiantes de un internado de mujeres luego de la muerte de una de sus compañeras, los eventos precedentes se cuentan en una narración en retrospectiva: entre un número de estudiantes mujeres jóvenes, crece la oposición contra la administración escolar conservadora-autoritaria y sus estrictas normas.
Las estudiantes se dividen en facciones: izquierdistas como Akiko contra apolíticos como Tomiko, y quienes exigen acción inmediata contra quienes instan a no actuar prematuramente. Esto último es motivo recurrente de debate entre Akiko, una socialista declarada de ascendencia de clase alta, y Toshiko, quien actúa como una especie de figura destacada e ideóloga. La impulsora de los acontecimientos es la estudiante Yoshie, quien está atrasada en sus estudios, pero no se le permite trabajar hasta tarde según las normas.
Yoshie se matriculó en la escuela para escapar de su rígido padre, quien también rechaza su deseo de casarse con su amigo Shimoda una vez que ambos se gradúen. Debido al acoso que sufre por parte de la profesora Mayumi y al distanciamiento social de las demás chicas, finalmente se suicida. Mientras Tomiko y Shimoda la lloran, y Tomiko, Akiko y Mayumi se culpan mutuamente de su muerte, las demás alumnas bloquean el auditorio bajo la dirección de Toshiko y cantan su himno estudiantil no oficial, que la administración había prohibido.

## Reparto
- Mieko Takamine  como Mayumi Gojō
- Hideko Takamine como Yoshie Izushi
- Keiko Kishi como Tomiko Takioka
- Yoshiko Kuga como Akiko Hayashino
- Kazuko Yamamoto como Toshiko
- Takahiro Tamura como Sankichi Shimoda
- Masami Taura como Yoshikazu Sagara
- Chieko Higashiyama como el presidente
- Kikue Mori como el decano
- Kuniko Igawa como la hermana de Yoshie
- Nobuo Kaneko como Kihei Hirato
- Yūko Mochizuki como la casera
- Chieko Naniwa como la tía de Tomiko

## Recepción
Los historiadores de cine Keiko McDonald y Donald Richie han notado el contraste de la película entre el Japón tradicional y feudal representado por el sistema educativo y los valores emergentes y más democráticos de la posguerra que se ven en los alumnos. Richie también elogió el tratamiento que Kinoshita da a los problemas emocionales de las adolescentes en este contexto, comparándolos con Mädchen in Uniform. Nagisa Ōshima mencionó El jardín de las mujeres como la película que lo motivó a convertirse en cineasta en su documental de 1995, 100 años de cine japonés.

## Premios
La película recibió los premios Mainichi de 1954 al Mejor Director, Mejor Guion, Mejor Actriz de Reparto (Yoshiko Kuga), Mejor Música y Mejor Grabación de Sonido, así como el Premio Cinta Azul al Mejor Guion.